# Benny Bundgaard
Benny Bundgaard (2. marts 1935 i København – 14. september 2007) var en dansk skuespiller.
Bundgaard blev uddannet fra Skuespilskolen ved Odense Teater i 1965, som han var tilknyttet til 1968. Hans roller var især musikalske, bl.a. i West Side Story. Han blev senere tilknyttet Aalborg Teater inden han flyttede til København og fik jobs på Det Danske Teater, Det Ny Scala og ABC Teatret, ligesom han fik roller i film og tv samt ved Radioteatret.

## Filmografi
- Mord i mørket (1986)
- Davids bog (1996)

### Tv-serier
- En by i Provinsen (1977-1980)
- Nissebanden (1984)
- Bryggeren (1996-1997)